# Comte de Devon
Ne doit pas être confondu avec Duc de Devonshire.
Comte de Devon (Earl of Devon) est un titre créé à plusieurs reprises dans la pairie d'Angleterre.

## Première création (1141)

Blason de la famille de Reviers.

Baudouin de Reviers est créé comte de Devon par Mathilde l'Emperesse, ayant été l'un des premiers barons anglais à se révolter contre Étienne de Blois.
1. Baudouin de Reviers (mort en 1155)
2. Richard de Reviers (mort en 1162), fils du précédent
3. Baudouin de Reviers (mort en 1188), fils du précédent
4. Richard de Reviers (mort vers 1193), frère du précédent
5. Guillaume de Reviers (mort en 1217), oncle du précédent
6. Baudouin de Reviers (1217-1245), petit-fils du précédent
7. Baudouin de Reviers (1236-1262), fils du précédent
8. Isabelle de Reviers (morte en 1293), sœur du précédent

Isabelle meurt sans laisser d'enfants, et le titre reste sans détenteur jusqu'en 1335, date à laquelle il est repris par un cousin éloigné, Hugues de Courtenay.
1. Hugues de Courtenay (1276-1340)
2. Hugues de Courtenay (1303-1377), fils du précédent
3. Édouard de Courtenay (en) (1357-1419), petit-fils du précédent
4. Hugues de Courtenay (en) (1389-1422), fils du précédent
5. Thomas de Courtenay (en) (1414-1458), fils du précédent
6. Thomas de Courtenay (1432-1461), fils du précédent

Thomas de Courtenay, partisan de la maison de Lancastre, est exécuté après la bataille de Towton (1461). Le nouveau roi d'Angleterre, Édouard IV, octroie le titre de comte de Devon à l'un de ses partisans, Humphrey Stafford, en mai 1469.

## Deuxième création (1469)
1. Humphrey Stafford (1439-1469)

Stafford n'est comte que pendant quelques mois : il est à son tour exécuté après la défaite yorkiste d'Edgecote Moor. Henri VI est rétabli sur le trône, et le comté de Devon est rendu à Jean de Courtenay, le frère de Thomas, en 1470.

## Première création (1141) relevée
1. Jean de Courtenay (1435-1471), frère du 14e comte

Jean de Courtenay est tué à la bataille de Tewkesbury, victoire yorkiste qui permet à Édouard IV de reprendre le pouvoir. La décision de 1461 qui retirait le titre de comte à la famille Courtenay entre en vigueur.

## Troisième création (1485)

Blason de la famille de Courtenay.

Compagnon fidèle d'Henri VII, le chef de la famille Courtenay, Édouard, est récompensé après la bataille de Bosworth en étant titré comte de Devon.
1. Édouard Courtenay (1459-1509), petit-neveu d'Édouard de Courtenay.

Son fils et héritier Guillaume étant sous le coup d'un attainder depuis 1504, le titre s'éteint avec lui.

## Quatrième création (1511)
Guillaume de Courtenay est pardonné par le roi Henri VIII et titré comte de Devon en 1511.
1. Guillaume de Courtenay (1475-1511)
2. Henri Courtenay (1498-1539), fils du précédent, également marquis d'Exeter.

Henri Courtenay est déchu en 1538 et exécuté au début de l'année suivante.

## Cinquième création (1553)
Peu après son avènement, la reine Marie Ire octroie le titre de comte de Devon à Édouard Courtenay ; fils et héritier de Henry.
1. Édouard Courtenay (vers 1527-1556), fils du précédent

À la mort d'Edward, qui ne laisse pas de fils, le titre tombe dans l'oubli ; il est recréé en 1603 pour Charles Blount, puis en 1618 pour la famille Cavendish. Ce titre devient duc de Devon en 1694.
En 1831, William Courtenay, 3e vicomte Courtenay de Powderham, l'aîné des héritiers d'Edward, obtient d'être rétabli dans le titre de comte de Devon. Les chefs de famille des générations intermédiaires sont reconnus a posteriori comtes de jure, et William porte ainsi le titre de 9e comte de Devon. Le titre porté par les membres de la famille Cavendish est modifié en duc de Devonshire pour éviter les confusions.

Blason actuel, qui réunit les de Reviers et les de Courtenay.

1. William Courtenay (en) (1529-1557), cousin éloigné du 1er comte
2. William Courtenay (1553-1630), fils du précédent
3. Francis Courtenay (en) (1576-1638), fils du précédent
4. William Courtenay (en) (1628-1702), fils du précédent, également 1er baronnet (créé en 1644)
5. William Courtenay (1675-1735), petit-fils du précédent, également 2e baronnet
6. William Courtenay (1709 ou 1710-1762), fils du précédent, également 1er vicomte Courtenay (créé en 1762)
7. William Courtenay (1742-1788), fils du précédent, également 2e vicomte Courtenay
8. William Courtenay (1768-1835), fils du précédent, également 3e vicomte Courtenay
9. William Courtenay (1777-1859), cousin du précédent
10. William Reginald Courtenay (1807-1888), fils du précédent
11. Edward Baldwin Courtenay (1836-1891), fils du précédent
12. Henry Hugh Courtenay (1811-1904), oncle du précédent
13. Charles Pepys Courtenay (1870-1927), petit-fils du précédent
14. Henry Hugh Courtenay (1872-1935), frère du précédent
15. Frederick Leslie Courtenay (1875-1935), frère du précédent
16. Charles Christopher Courtenay (1916-1998), fils du précédent
17. Hugh Rupert Courtenay (en) (1942-2015), fils du précédent
18. Charles Peregrine Courtenay (né en 1975), fils du précédent